# Lev Lemke
Pour les articles homonymes, voir Lemke.
Lev Isaakovitch Lemke (en russe : Лев Исаа́кович Ле́мке), né le 25 août 1931 et mort le 4 août 1996, est un acteur soviétique puis russe.

## Biographie
Lev Lemke est diplômé de l'école de théâtre de Dnepropetrovsk en 1959, et devient acteur du Nouveau théâtre des miniatures de Moscou, où il interprète plusieurs petits rôles. En 1962, il déménage à Léningrad et commence à travailler au Théâtre de la Comédie Akimov de Léningrad, avant de devenir un des grands comédiens de la troupe. Sa carrière au cinéma commence en 1962, avec un petit rôle dans la comédie musicale Tcheremouchki d'Herbert Rappaport. Toutefois, l'artiste est davantage connu pour ses performances scéniques. En outre, il travaille dans le genre de spoken word et se produit lors des soirées poétiques, participe aux concerts et s'essaye à la mise en scène. À la radio de Leningrad, il anime l'émission pour enfants Bonjour, Skertsyno («Здравствуй Скерцино»).
Mort à Saint-Pétersbourg le 4 août 1996, Lev Lemke est enterré au cimetière Serafimovski.